# Groß Polzin
Groß Polzin er en by og kommune i det nordøstlige Tyskland, beliggende i Amt Züssow i den nordlige del af Landkreis Vorpommern-Greifswald. Landkreis Vorpommern-Greifswald ligger i delstaten Mecklenburg-Vorpommern.

## Geografi
Groß Polzin er beliggende 10 kilometer nordvest for Anklam og 14 km øst for Gützkow. I den østlige del af kommunen løber Bundesstraße B 109. Mod syd i kommunen danner floden Peene kommunegrænsen, og der er færge ved Stolpmühl til Stolpe.
I kommunen ligger ud over Groß Polzin, landsbyerne :
- Klein Polzin
- Konsages
- Pätschow
- Quilow
- Stolpmühl
- Vitense

### Nabokommuner
Nabokommuner er: Schmatzin mod nord, Klein Bünzow mod nordøst, Ziethen mod øst, Stolpe an der Peene mod syd, Neetzow-Liepen mod sydvest og byen Gützkow mod vest.

## Eksterne kilder og henvisninger
- Wikimedia Commons har flere filer relateret til Groß Polzin
- Kommunens side  på amtets websted
- Befolkningsstatistik mm Arkiveret 14. november 2017 hos  Wayback Machine